# Bruno Bansen
Bruno Bansen (* 27. Oktober 1942 in Hamburg) ist ein deutscher humoristischer Lyriker.

## Leben
Der zunächst in seinem gelernten Beruf als Grafiker und Art Director arbeitende Bansen erkrankte im Alter von 45 Jahren an der Parkinson-Krankheit, was ihn 13 Jahre später zu einem längeren Krankenhausaufenthalt zwang. Dort begann der 58-Jährige erstmals, gereimte Verse zu schreiben.
Schon im selben Jahr wurde sein erstes Buch Was keine Sau interessieren tut verlegt. Obgleich dieses Buch eine vergleichsweise zusammengewürfelte Sammlung von Humorgedichten darstellt, verkaufte es sich, wohl auch des Titels wegen, für ein Debütwerk durchaus gut, während das bald folgende Wenn auf der Weide dir ein Gaul ... mit ähnlichen Texten eher floppte.
Größere Beachtung, auch bei Kritikern (u. a. Elke Heidenreich), fand Bansens folgendes Konzeptbuch Von Göttern und anderen Menschen, das nahezu sämtliche griechische Mythen parodiert. Das nachfolgende, ausschließlich von Fischkonserven handelnde Wenn der Kabeljau mit ner Kabelfrau hingegen ist zwar ob des engen Themas sicher kein Meisterwerk, zahlte sich für den Autor jedoch aus, da es komplett von einer Fischkonservenfirma gesponsert wurde und in großer Zahl als Werbegeschenk an Feinkostläden ging.
Nach dem eher weniger spektakulären Meyer, welches sich um eine Ehe dreht, zwang die fortschreitende Krankheit Bansen, weitere geplante Buchprojekte zu verschieben. So liegen seit 2004 fast fertige Bücher – eines mit Märchensatiren, ein weiteres über die Tierwelt – brach.
Neben diesen beiden Büchern soll in der nahen Zukunft auch ein humoristisch-prosaisches Buch über die Haltung des Beagles erscheinen.

## Stil
Manche Kritiker werfen Bansen vor, sich doch stark an Wilhelm Busch und vor allem Heinz Erhardt anzulehnen. Sicherlich ist eine solche Verwandtschaft nicht von der Hand zu weisen, doch tritt diese auf hohem Niveau auf. Auch zeigt die Themenwahl (zum Beispiel Von Göttern und anderen Menschen) zum Teil hohe Originalität.
Bansens Texte sind vor allem sehr rhythmisch und zuweilen bewusst redundant geschrieben. Gereimte Geschichten enden nicht selten in überraschendem Slapstick.

## Werke
- Was keine Sau interessieren tut (2001)
- Wenn auf der Weide dir ein Gaul ...(2001)
- Von Göttern und anderen Menschen (2001)
- Wenn der Kabeljau mit ner Kabelfrau (2002)
- Meyer (2003)